# You Don't Understand Me
You Don't Understand Me is een nummer van het Zweedse muziekduo Roxette uit 1995. Het verscheen als nieuw nummer op hun verzamelalbum Don't Bore Us, Get to the Chorus!.
Het nummer werd geschreven door Roxette-gitarist Per Gessle en Desmond Child. Hiermee was het voor het eerst dat een niet-bandlid meeschreef aan een nummer van Roxette. Het nummer een bescheiden hitje in Europa en Japan. In Roxette's thuisland Zweden haalde het nummer de 9e positie. In de Nederlandse Top 40 haalde het de 20e positie, en in de Vlaamse Ultratop 50 de 35e.